# آرامستان ارامنه بوشهر
گورستان ارامنه گریگوری مربوط به دوره قاجار است و در بافت قدیمی شهرستان بوشهر، محله شنبدی واقع شده و این اثر در تاریخ ۷ مهر ۱۳۸۱ با شمارهٔ ثبت ۵۸۷۶ به‌عنوان یکی از آثار ملی ایران به ثبت رسیده است.